# Греков, Алексей Евдокимович
Алексей Евдокимович Греков (1760—1849) — русский военачальник, генерал-майор.

## Биография
Родился в 1760 году, «из подполковничьих Войска Донского детей». Отец — полковник Евдоким Тимофеевич Греков. Брат Степана Евдокимовича и Дмитрия Евдокимовича.
1 мая 1773 года был записан казаком в полк своего отца. 15 мая 1775 года произведён в зауряд-есаулы, а в 1780 году получил чин есаула.
В 1780—1784 годы служил в Санкт-Петербурге в Лейб-казачьей конвойной команде. 12 сентября 1786 года назначен войсковым есаулом.
Участвовал в войне с турками 1787—1791 годов.
С 1796 года — командир Лейб-казачьей конвойной команды, 28 октября 1799 года был удостоен чина полковника.
В кампаниях 1806—1807 годов отличился в боях с французами, награждён Золотой саблей «За храбрость», орденами Святого Владимира 4-й степени с бантом и Святой Анны 2-й степени.
В кампанию 1812 года, находясь в корпусе генерала Ф. Ф. Эртеля, руководил содержанием аванпостов города Мозырь, участвовал в нескольких боях с неприятелем.
Принимал участие в Саксонской кампании 1813 года и Французской кампании 1814 года (войны Шестой коалиции). Под командой генерала графа Михаила Семёновича Воронцова сражался под Калишем, Виттенбергом, Магдебургом, Торгау, отличился при штурме Лейпцига и в преследовании неприятельских войск. Закончил войну в Париже.
14 марта 1814 года был произведен в генерал-майоры.
После окончания военных действий Греков вернулся на Дон. 6 апреля 1822 года уволен со службы с мундиром.
Умер после 1822 года. По некоторым данным — в 1849 году.

### Интересный факт
В июне 1806 года в Войске Донском был сформирован и командирован на внешнюю службу Донской казачий войскового старшины Л. М. Петрова 1-го полк. 30 мая 1812 года этот полк был переименован в Донской казачий полковника А. Е. Грекова 9-го полк. В ноябре 1814 год полк был расформирован.

## Награды
- Крест «За взятие Очакова»
- Орден Святого Владимира 4-й степени с бантом
- Золотое оружие «За храбрость» (20 мая 1808)
- Орден Святой Анны 2-й степени (20 мая 1808); алмазные украшения к ордену (6 октября 1812)[4]
- Орден Святого Владимира 3-й степени

- Орден «Pour le Mérite» (30 августа 1807, королевство Пруссия).[5].